# Mimectatina iriei
Mimectatina iriei là một loài bọ cánh cứng trong họ Cerambycidae.